# Tiella barese
La tiella barese di patate, riso e cozze è una pietanza tipica della cucina barese.  

## Descrizione
Trattasi di una specialità barese realizzata adoperando comuni e tradizionali ingredienti della zona (nonché tipici anche nel resto della cucina pugliese in generale, come è il caso delle rinomate 
cozze tarantine), e che si sviluppa a partire da una semplice commistione di elementi di terra e mare, preparati e sistemati a strati in ampi tegami da forno detti tielle, per poi essere ulteriormente rifiniti e conditi. La suddetta pietanza è a sua volta presente e diffusa anche nel resto della Puglia, spesso con nomi che possono variare a seconda del termine locale con il quale ci si riferisce al medesimo tegame utilizzato nella preparazione del piatto da una zona all'altra della regione. 

## Preparazione
Nel fondo della teglia si versano due o tre cucchiai di olio extra vergine d'oliva, una decina di pomodorini ciliegini tagliati a metà o in alternativa 4 o 5 pomodori pelati spezzettati, una cipolla bianca tagliata a rondelle, aglio a pezzettini, una manciata di prezzemolo tritato, pepe nero quanto basta e per chi vuole peperoncino.

Si dispone quindi sul fondo del tegame in ordine:
- uno strato di cozze a mezzo guscio, riso rigorosamente "giallo",
- uno strato di patate tagliate a rondelle sottili, e qualche pomodorino per completare la teglia.

Si raccomanda di non esagerare con la quantità di riso utilizzato, e di tenere presente che uno strato troppo spesso di riso, andrebbe ad aumentare irreparabilmente il volume della tiella compromettendo la corretta cottura di tutti gli ingredienti.

L'arte culinaria delle brave cuoche o bravi cuochi consiste nel disporre accuratamente tutti gli ingredienti nel tegame in modo da insaporire al massimo il riso.

Per rendere la pietanza ancor più saporita, infatti, viene utilizzato il cosiddetto fumetto, un estratto di brodo di cozze, gamberi e altri molluschi di mare a scelta, anziché la semplice e insapore acqua calda di rubinetto. Tale fumetto viene unito al riso per permetterne la cottura nel tegame.

La particolarità di questo piatto è che tutti gli ingredienti cuociono in forno rigorosamente "a crudo", pertanto è fondamentale saper dosare accuratamente il sale e la quantità di fumetto o brodo necessari per la cottura.
La tiella barese è diffusa con varianti locali anche nel Salento, dove è chiamata tajeddha o, più semplicemente, "riso, patate e cozze",  con i medesimi ingredienti cotti spesso in una teglia di coccio (denominata localmente tajeddha).